# Ptychobela dancei
Ptychobela dancei é uma espécie de gastrópode do gênero Ptychobela, pertencente a família Pseudomelatomidae.